# Пон-сюр-Сель
Пон-сюр-Сель (фр. Ponts sur Seulles) — муніципалітет у Франції, у регіоні Нижня Нормандія, департамент Кальвадос. Пон-сюр-Сель утворено 1-1-2017 шляхом злиття муніципалітетів Амблі, Лантей i Тьєрсевіль. Адміністративним центром муніципалітету є Лантей. Населення — 1209 осіб (01.01.2021).